# 宮浦健人
宮浦 健人（みやうら けんと、1999年2月22日 - ）は、日本の男子バレーボール選手である。

## 来歴
熊本県荒尾市出身。8歳の頃、両親と兄の影響を受けてバレーボールを始める。
2014年、鎮西高等学校に進学。
2017年、第11回アジアユース選手権(U-19)の代表メンバーにキャプテンとして選出され、オポジットとして活躍しチームを優勝に導く。なお、そのときのオポジットの控えは、1歳年下で後に日本代表のエースとなる西田有志であった。その後に行われた世界ユース選手権でもチームのキャプテンとして銅メダル獲得に貢献。
同年に進学した早稲田大学では、全日本インカレ4連覇を経験した。
2020-21シーズン、西田が在籍するV.LEAGUE DIVISION1（V1リーグ）・ジェイテクトSTINGSの内定選手となる。インカレが終わりチームに合流すると、2021年2月20日、V1リーグのJTサンダーズ広島戦で早速ベンチ入りし、第1セット、西田との二枚替えでの交代出場でVリーグデビューを果たした。
2021年4月、ジェイテクトに入団。そして、同月に発表された日本代表メンバーに初選出された。ネーションズリーグの代表メンバーには招集されず東京オリンピックの代表メンバー入りもならなかったが（西田は出場）、アジア選手権の代表メンバーに、イタリアのチームに移籍する西田の代わりに招集された。アジア選手権で日本の準優勝に貢献し、自身はベストオポジットを受賞した。
2021-22シーズン、ジェイテクトでも退団した西田の後を継ぎレギュラーとなり、V1でアタック、サーブ、総得点のランキングで上位に入り結果を残した。
2022年、日本代表としてネーションズリーグに出場。
同年8月、ポーランドのプラスリーガに所属するPSGスタル・ニサへの移籍が発表され、2022-23シーズンはポーランドでプレーした。
2023年、フランスのリーグAに所属するパリ・バレーへ移籍した。ポーランドでは控えに甘んじ出番が限られていたが、パリ・バレーでは主力オポジットとして活躍し勝利試合のMVPも多く受賞した。
2024年、ジェイテクトSTINGSに復帰。
2025年5月、2024-25シーズン限りでの退団が発表された。6月にウルフドッグス名古屋入団が発表された。

## 人物
- ジェイテクトSTINGSの5歳先輩である福山汰一は同じ熊本県出身で、在籍年の重なりはないが高校・大学の先輩でもある。また、宮浦と同じく2021年に日本代表に初選出された。
- 高校3年時の2016年、熊本地震による被災で避難所生活を余儀なくされ、2023年の取材で「一番つらかった」と回顧した。被災から1か月間は学校生活が再開されず、再開後も体育館は使用できず、片道1時間以上かかる福岡県の体育館を使用。その逆境の中でも弱音を吐かず自主的に努力を重ね、練習量不足をカバーしていた（鎮西高コーチ・宮迫竜司談）。最後の春高で1回戦敗退となったときも、被災については触れず「自分が弱かったから負けた」と話した[24]。

## 球歴
- ユース日本代表(U-19)
  - アジアユース選手権 - 2017年
  - 世界ユース選手権 - 2017年
- 日本代表 - 2021年-
  - 世界選手権 - 2022年
  - ネーションズリーグ - 2022年、2023年、2024年、2025年
  - アジア選手権 - 2021年
  - オリンピック - 2024年

## 所属チーム
- 鎮西高等学校（2014-2017年）
- 早稲田大学（2017-2021年）
- ジェイテクトSTINGS（2021-2022年）
- PSGスタル・ニサ  (pl) （2022-2023年）
- パリ・バレー（2023-2024年）
- ジェイテクトSTINGS愛知（2024-2025年）
- ウルフドッグス名古屋（2025年-）

## 受賞歴
- 2021年 - アジア選手権 ベストオポジット
- 2022年 - 2021-22 V.LEAGUE DIVISION1 フェアプレー賞